# Émile Goichot
Émile Goichot né le 18 décembre 1925 à Montceau-les-Mines et mort le 25 juin 2003 à Strasbourg est un historien français de  la spiritualité spécialiste de Henri Bremond et du modernisme en France. Il l'était aussi du modernisme  en Angleterre mais surtout en Italie. Il se considérait comme agnostique .

## Biographie
Il fit ses études secondaires au collège de la Colombière à Chalon-sur-Saône. Gêné par les frais de scolarité qu'il allait imposer à sa mère, il travailla dans de multiples institutions comme la maîtrise de la cathédrale d'Autun, au collège Saint-Lazarre d'Autun, au collège Ozanam de Mâcon et c'est au cours de cette période de sa vie qu'il  entrera, en 1942, pour y rester un an, au Grand Séminaire d'Autun, année après laquelle il comprit que ce n'était pas sa voie. Il prépara ensuite ses études de philosophie et de littérature à Lyon. Il devint professeur dans l'enseignement secondaire de 1948 à 1970 au lycée de Montceau-les-mines où il demeura de 1948 à 1970. Puis assistant à l'université de Strasbourg en 1967 et y soutint sa thèse de 3e cycle consacrée aux Examens particuliers de Louis Tronson en 1971 . Il devint professeur à  Strasbourg en 1983. C'est de 1962 que date son amitié avec Émile Poulat le spécialiste du modernisme en France avec qui il partage, jusqu'à sa mort, aux dires de Poulat lui-même, « une amitié faite d'estime et de connivence, de culture partagée et du goût du travail bien fait ».

## Parcours intellectuel
Émile Goichot, d'abord scrupuleux professeur de lycée, estimé de ses élèves, se révéla assez rapidement au monde universitaire.

### Louis Tronson et d'Henri Bremond à Alfred Loisy
Il en obtint sa première reconnaissance scientifique en participant au colloque de Cerisy intitulé Entretiens sur Henri Bremond, ceci grâce à Émile Poulat « qui lui fit confiance et qui resta fidèle à l'amitié née alors ». Après avoir étudié la manière dont Louis Tronson fixa depuis le XVIIe siècle les grands principes de la formation des prêtres, étude qui devint une thèse remarquable selon François-Xavier Cuche, obtenant la plus haute mention, il se remit à l'étude de la pensée d'Henri Bremond dont il devint un spécialiste. Selon Maurillo Guasco, professeur à l'université d'Alexandrie en Italie, Émile Goichot « arrive au modernisme, et à Loisy, à travers Bremond ». Il montre que Alfred Loisy, tout en demeurant un esprit profondément religieux, quitte le catholicisme alors que Bremond y demeure. Goichot considère qu'au sens strict, le modernisme désigne « la crise culturelle provoquée par l'intrusion d'une rationalité positive et des méthodes critiques dans le champ de la science ecclésiastique. Une poignée de clercs et d'universitaires catholiques tentèrent de relever le défi ».

### Formes diverses du modernisme, notamment à travers le roman de Malègue et celui de Fogazzaro
M.Guasco montre ensuite que des gens comme Albert Houtin ou Turmel s'étaient détachés de toute foi. D'autres poursuivent leurs recherches dans le cadre de l'Église catholique comme Maurice Blondel et Lucien Laberthonnière. D'autres empruntent d'autres voies tout en restant religieux comme George Tyrrell et Alfred Loisy. En revanche Louis Duchesne n'est aux yeux de Loisy qu'un « agnostique prudent ». Loisy au contraire demeure quelqu'un qui, bien qu'ayant rompu avec le catholicisme garde, selon Goichot, « un sens très vif du mystère de l'Être et de l'Univers, et de l'incapacité de l'intelligence à l'épuiser ». Guasco montre aussi que, à la fin de la vie de Loisy on se souvient peu du modernisme  et que celui-ci ne sera connu du grand public cultivé que par  quelques romans comme Le Démon de midi de Paul Bourget, Jean Barois de Roger Martin du Gard mais que le modernisme au sens strict n'est le sujet que d'un seul roman Augustin ou le Maître est là de Joseph Malègue : pour Goichot, l'œuvre de Malègue semble bien représenter « l'exemple unique du roman sur le modernisme stricto sensu qui aborde de front ses problèmes spécifiques ».
Il Santo de l'écrivain italien Antonio Fogazzaro est d'une certaine façon aussi  le roman du modernisme mais il ne se rattache pas au modernisme au sens strict . Il est en outre plus lié au modernisme Italie qui se distingue du modernisme en France. Citant Goichot, Maurillo Guasco écrit que selon celui-ci Il Santo est le roman « d'un simple fidèle, le témoignage précieux d'un modernisme non clérical, dans l'un  et l'autre sens du terme : ni un ecclésiastique, ni un intellectuel spécialisé dans les disciplines engagées dans le débat, exégèse, histoire des dogmes, théologie philosophie ». Par conséquent, il s'agit du modernisme comme mouvement spirituel au sens large.

## Publications
- Henri Bremond historien du sentiment religieux. genèse et stratégie d'une entreprise littéraire, préface d'Henri Gouhier,  éd. Ophyris. Association des publications près les universités de Strasbourg (édition condensée de la thèse d'État soutenue à l'université de Paris IV-Sorbonne), Paris, 1979.
- Henri Bremond : un historien de la faim de Dieu in La France catholique, no 1947 (5 avril 1984), p. 16-17
- Anamorphoses : le modernisme aux miroirs du roman, in Revue d'histoire et de philosophie religieuses, T. 68/4, p. 435-459, 1988.
- Alfred Loisy et ses amis, Éditions du Cerf, Paris, 2002.
- Édition avec introduction, notices et index d'un volume de la correspondance de Luigi Sturzo egli intelletuali cattolici francesi, Carteggi (1925-1945), préface de Gabriele De Rosa, Istituto Luigi Sturzo, Opera omnia di Luigi Sturzo, 3e série vol. IV-7, Soveria Manelli (Catanzato), Rubettino Editore, 2004.
- Les examens particuliers de M.Tronson. essais sur la formation du prêtre classique  et autres textes,  éd. René Heyer, Presses universitaires de Strasbourg, 2006 (édition posthume de la thèse de 3e cycle, soutenue à Paris X- Nanterre sous le titre Recherches sur M.Tronson et le XVIIe siècle religieux).
- Henri Bremond : un historien de la faim de Dieu (article de La France catholique no 1947, avril 1984), repris comme avant-propos à la nouvelle édition de Henri Bremond, Histoire littéraire du sentiment religieux en France,  éd. Jérôme Millon, Grenoble, 2006.

## Sources
- Émile Poulat, Émile Goichot ( éd.), Luigi Sturzo e gli intellettuali catolici francesi Carteggi (1925-1945), in Archives de sciences sociales des religions  128 | octobre - décembre 2004 Émile Goichot ( éd.), Luigi Sturzo e gli intellettuali catolici francesi Carteggi (1925-1945)
- François-Xavier Cuche et allii, Émile Goichot, Historien de la spiritualité, Presses universitaires de Strasbourg, 2009.
- Article Émile Goichot dans l'Encyclopaedia universalis, édition 2009.